# Kettenkamp
Kettenkamp är en kommun och ort i Landkreis Osnabrück i förbundslandet Niedersachsen i Tyskland.
Kommunen ingår i kommunalförbundet Samtgemeinde Bersenbrück tillsammans med ytterligare sju kommuner.